# 누에보 아마네세르
《누에보 아마네세르》(스페인어: Nuevo amanecer)은 1988년 방영된 멕시코의 텔레노벨라이다.